# SG Flensburg-Handewitt
| SG Flensburg-Handewitt | SG Flensburg-Handewitt |
| --- | ---------------------- |
| Nadimak: | -/-                    |
| Osnovan: | 1990.                  |
| Boje kluba: | plavo-bijelo-crveno    |
| Trener: | Ljubomir Vranješ       |
| Pomoćnik: | Jan Paulsen            |
| Dvorana: | Campushalle            |
| Sjedećih mjesta: | 6.500                  |
| Sezona 2006./07.: |                        |
| Njemačko prvenstvo: | 3. mjesto              |
| Njemački kup: | polufinale             |
| Najveći uspjesi: |                        |
| - Njemački prvaci 2004. - Njemačaki doprvaci 1996., 1997., 1999., 2000., 2003., 2005. i 2006. - Njemački osvajači kupa 2003., 2004. i 2005. - Osvajači Superkupa Njemačke 2000. - Pobjednici Europske lige prvaka 2014. - Finalisti Europske lige prvaka 2000. - Osvajači Europskog kupa 2001. |                        |

SG Flensburg-Handewitt je rukometni klub iz  Njemačke i natječe se u  Prvoj njemačkoj rukometnoj ligi.  SG Flensburg-Handewitt je udruženje dva kluba iz Flensburga i Handewitta.
Jedini je klub koji je osvojio sva četiri europska kupa. Od 1997. godine do 2015. igrao je u devet finala. Osvojio je Kup EHF-a (1997.), City kup (1999.), Kup kupova (2001.) i Ligu prvaka (2014.).
U Flensburgu je malo hrvatskih igrača. Dolazak Blaženka Lackovića ljeta 2004. godine, okrenuo je sve. Nakon njega hrvatski igrači postali su vrlo cijenjeni i otvorio je vrata drugim hrvatskim igračima.

## Poznati igrači koji su nastupali ili nastupaju za Flensburg-Handewitt
| - Christian Berge - Joachim Boldsen - Jan Fegter - Matthias Hahn - Christian Hjermind | - Jan Holpert - Lars Krogh Jeppesen - Jan Eiberg Jørgensen - Jan Thomas Lauritzen - Johan Sjöstrand | - Blaženko Lacković - Goran Šprem - Igor Kos - Krešimir Kozina - Goran Bogunović |

## Vanjske poveznice
Službene stranice kluba